# サクラ大戦シリーズの登場人物
サクラ大戦シリーズの登場人物（サクラたいせんシリーズのとうじょうじんぶつ）は、セガのコンピュータゲーム『サクラ大戦シリーズ』と、それに関連するメディアミックス作品に登場する人物の記載先について説明する。

## 華撃団
- 帝国華撃団に属するキャラクター→帝国華撃団
- 帝国華撃団（1941～）に属するキャラクター→新サクラ大戦#帝国華撃団参照
- 帝国華撃団（1981～1995）に属するキャラクター→サクラ革命 〜華咲く乙女たち〜#その他の人物参照
- 帝国華撃団（2011～）に属するキャラクター→サクラ革命 〜華咲く乙女たち〜#帝国華撃団、サクラ革命 〜華咲く乙女たち〜#その他のプレイアブルキャラクター参照
- 大帝國華撃団B.L.A.C.K.に属するキャラクター→サクラ革命 〜華咲く乙女たち〜#大帝國華撃団B.L.A.C.K.(ブラック)参照
- 巴里華撃団に属するキャラクター→巴里華撃団参照
- 紐育華撃団に属するキャラクター→紐育華撃団参照
- 大神華撃団に属するキャラクター→帝国華撃団・巴里華撃団参照
- 上海華撃団に属するキャラクター→新サクラ大戦#上海華撃団参照
- 倫敦華撃団に属するキャラクター→新サクラ大戦#倫敦華撃団参照
- 伯林華撃団に属するキャラクター→新サクラ大戦#伯林華撃団参照
- 莫斯科華撃団に属するキャラクター→新サクラ大戦#莫斯科華撃団参照

## 賢人機関
帝国華撃団を始めとする華撃団組織を統括する、民族、宗教、思想など全てを超越して結成された秘密結社。魔の存在が生じやすい人の集まった大都市の防衛と監視を目的としており、日本やアメリカ、フランス、ドイツといった大国の殆どに支部があり強い発言権を持ち合わせる。
『新サクラ大戦』では、降魔大戦の影響によって世界各地の華撃団の存在が公になった結果、その存在意義が失われてしまったらしく、大戦の終結から程なくして組織としての消滅を迎えており、その直後に創設された世界華撃団連盟（WLOF）が代わる形で、各国に華撃団を新設・統括する事になっている。
花小路 頼恒（はなこうじ よりつね）
声 - 北村弘一
1849年9月15日生まれ、身長164cm、体重59kg、O型、神奈川県出身。
『1』より登場。賢人機関のメンバーの一人で、貴族院議員の伯爵。米田一基、神崎忠義らと共に帝国華撃団の結成に大きく関わり、大神を帝国華撃団に配属させた張本人でもある。また、複雑な家族事情を抱えたマリア・タチバナの身元引受人にもなっている。帝都を守るという信念は非常に強く、例え自身の命が危機的な状態に陥っても、毅然とした態度を貫く傑物であり、維新軍による襲撃を受けた際にも、銃を突きつけられ包囲されながらも堂々とした態度を崩さず、逆に彼に睨まれた維新軍メンバーが慄いている程である。
活動写真
田沼晴義とはしばしば対立し、それ故に彼が癒着関係となっているダグラス・スチュワート社によって米田と共に拉致される事になるが、最終的にが月組によって救出される。

田沼 晴義（たぬま はるよし）
声 - 藤原啓治
『活動写真』より登場。賢人機関のメンバーの一人で、政治家・政護会の総裁。温和に振る舞っているように見えるが、言動に関しては慇懃無礼そのもので、奥歯に物の挟まった言い回しをしては周囲を苛立たせている。花小路とは長らくにわたって対立関係にあり、帝都防衛の信念は皆無に等しく、自らの政治的地位と金に執着している俗物。その癖、性根は非常に臆病であり、ヤフキエルの暴走や降魔の飛ぶ姿には完全に怯えパニック状態になっている等、情けない姿を露呈している。
ダグラス・スチュワート社、その日本支社の社長であるブレントと裏で癒着しているが、実際のところ一方的な支配関係であり立場的には完全に下である。秘密裏にブレントに帝国華撃団壊滅に手を貸す事で、帝都防衛の要を帝国陸軍に移行させようとし、更にはスチュワート社の兵器「ヤフキエル」の正体が培養した降魔の生体組織を用いた霊子甲冑に偽装された降魔兵器である事実を知っていながら、陸軍にヤフキエルを採用させようと目論んでいる。
パトリックによって米田や花小路が拉致された後は、それに連携する形で帝国華撃団の活動を凍結状態に追い込んでいるが、その後は殆どブレントの言いなりになっており、毅然とした意志を貫く米田や花小路とは対照的に、完全に委縮した状態となっていた。戦いが終わった後は安堵と共に意気消沈していたが、米田に殴り倒されるのと共に諫められている。
小説版によると、ヤフキエルによって引き起こされた事件の直後、責任を問われて（罪状は国家騒乱、および国家反逆罪が適用）警察に逮捕された。
漫画版『サクラ大戦』
同じく賢人機関の会議に出席する形で登場。時系列において花組結成から間もないこの頃から、華撃団側に対立的な意見を述べていた。

## 大日本帝国軍

### 帝国海軍
山口 和豊（やまぐち かずとよ）
声 - 羽佐間道夫
1855年8月15日生まれ、身長164cm、体重59kg、山梨出身。
『2』より登場。海軍大臣。陸軍大臣の京極とは兼ねてより対立関係にあった。
初登場時は酒に酔っていた為に威厳が無きに等しかったが、実際はとても真面目な人物。また、米田が狙撃された時には、自ら密かに入院した米田を見舞ってもいる。帝都防衛の為に活躍する帝国華撃団の理解者であるのと同時に、実は歌劇団としての彼女達のファンでもあった。
深川の料亭へお忍びで出かけた際に、さくらと紅蘭を止めようとしてやって来た大神と偶然出会い、そこで黒鬼会の火車からの襲撃を受け、帝国華撃団に助けられる。その後は、陸軍大臣の京極が米田狙撃等の陰謀に関わっているのではないかと、行動に不信感を持っており、海軍大臣として威厳のある正装の姿で帝劇に訪れ、帝国華撃団のバックアップを約束。自らの影響力を持って、財界等に帝国華撃団の援助をしてもらうよう声をかけている。
活動写真
直接登場はしていないが、ダグラス・スチュワート社の降魔を培養する秘密工場への艦砲射撃の為、薔薇組に軍艦を貸している。

### 帝国陸軍
京極 慶吾（きょうごく けいご）
声 - 神谷明
1880年2月26日生まれ、身長179cm、体重70kg、栃木出身。
陸軍大臣。「戦神」とも呼ばれた戦略家であるのと同時に、古の陰陽師の血を引く高レベルの霊能力者でもある。
サクラ大戦シリーズの登場人物#黒鬼会も参照。

天笠 士郎（あまかさ しろう）
声 - 三木眞一郎
『2』より登場。陸軍少佐。傲慢な性格の持ち主で、大神といざこざがあった際、女性であるさくらと一緒にいる等を理由に難癖をつけ、「鉄拳制裁」と称して彼に暴行を行っている。京極に心酔しており、「太正維新計画」に自らも維新軍の指揮官として参戦するも、帝国華撃団や正規軍の反抗によって失敗に終わる。
クーデター失敗後は反乱軍将校の一人として逮捕され、年明けを待たず獄死した。

### 帝国陸軍対降魔部隊
かつて帝国陸軍に設けられた、霊力を持つ軍人を集めた特殊部隊。帝国華撃団のルーツともいうべき組織だが、高レベルの霊能力者を集められなかった結果、構成員はたったの4人となっており、それぞれが「二剣二刀」と呼ばれる特殊な霊刀を所持する。
降魔戦争を辛くも勝利したが、真宮寺一馬は戦死し、山崎真之介は消息不明となった結果、組織としては実質的に壊滅。生き残った米田とあやめの二人は、自分達の後継となる組織として、新たに帝国華撃団を創設する事になる。
アニメ版では、降魔と対等以上に戦える力を持っている事を理由に、同じ帝国陸軍の軍人達からも「降魔と同じ化物」と差別的に見られており、山崎が悪に墜ちる原因の一つとなっている。

米田 一基（よねだ いっき）
声 - 池田勝
帝国陸軍中将。部隊の指揮官。
戦後はあやめと共に帝国華撃団の結成に携わる。
愛刀は神刀滅却（しんとうめっきゃく）。

真宮寺 一馬（しんぐうじ かずま）
1880年6月2日生まれ（享年38）、身長178cm、体重66kg、宮城県仙台市出身。
帝国陸軍大佐。真宮寺さくらの実の父親で剣の師匠でもあった。北辰一刀流の使い手。
真宮寺家は代々「破邪の血統」を持つ家系であり、降魔戦争の終盤の際に、自らの破邪の力の血と封印されていた魔神器を使って降魔を封じたが、その強大すぎる力の為に自らも反動によって命を落とす事になった。
しかし、後にその力に目を付けた陸軍大臣の京極慶吾の反魂の術によって蘇らされ、鬼面を被った剣術遣い・鬼王として洗脳・手駒にされてしまう事になる。
愛刀は霊剣荒鷹（れいけんあらたか）。
サクラ大戦シリーズの登場人物#黒鬼会も参照。

山崎 真之介（やまざき しんのすけ）
声 - 家中宏
帝国陸軍少佐。霊力のみならず技師としても非常に優秀な頭脳の持ち主という文字通りの天才肌で、光武や神武、轟雷号、翔鯨丸といった花組の主戦力となる兵器を独力で設計している。降魔戦争の終盤の際に消息不明となり、詳しい経緯は不明であるが後に葵叉丹となり再び表舞台に姿を現す。藤枝あやめとは恋人関係にあった。
陸軍在任中は、「莫大な予算が掛かる」のを理由に、自らの設計した対降魔用兵器の案を上層部から採用されずにいたが、行方不明になった後に神崎重工やその令嬢である神崎すみれによって、遺された設計図を基に完成させ、帝国華撃団の創設にまで繋がっている。
愛刀は光刀無形（こうとうむけい）。
サクラ大戦シリーズの登場人物#葵叉丹一派も参照。

藤枝 あやめ（ふじえだ あやめ）
声 - 折笠愛
帝国陸軍中尉。部隊の紅一点で、山崎真之介とは恋仲にあった。
戦後、米田と共に帝国華撃団の結成に携わる。
愛刀は神剣白羽鳥（しんけんしらはどり）。

## 華撃団の親族・関係者

### 帝国華撃団関連
真宮寺 若菜（しんぐうじ わかな）
声 - 池田昌子
1883年3月13日生まれ、身長158cm、体重49kg、宮城・仙台出身。
『2』より登場。さくらの実母。夫の一馬亡き後、仙台で義母となる桂と共に暮らしている。さくらによく似ており、芯の強いしっかりとした女性だが、破邪の血を引いている事でさくらが女としての幸せを享受出来ない可能性に哀しみを抱いている。さくらは彼女から家事等の花嫁修業を教わっている。

真宮寺 桂（しんぐじ かつら）
声 - 京田尚子
OVA『桜華絢爛』より登場。さくらの祖母であり、一馬の実母でもある。真宮寺家の現・当主でもある。
ぼそぼそとしたしゃべり声で、孫娘のさくらにも聞き取りづらいものとなっているが、若菜と権爺の二人は正確に聞き取る事が出来る。
OVA『轟華絢爛』
真宮寺家の破邪の血と使命のみを絶対とし、息子の一馬に対しても鬼になるのを承知でそれを強いる非情さの持ち主だった。しかし、それが原因で一馬は修羅道に落ちる形で命を落とし、さくらや若菜から父であり夫であった彼を奪ってしまった事に内心では後悔していたようである。
真宮寺家の分家の結婚を執り行うべくさくらが仙台に帰郷してきた際、帝劇のスターとして子供達に愛されるさくらの姿を見た結果、「愛する者を失うのは自分達だけで十分」と、さくらには破邪の血の宿命や真宮寺の名を背負わせないで良いと考えるに至った。

権爺（ごんじい）
声 - 槐柳二
OVA『桜華絢爛』より登場。本名は岩井権太郎（いわい ごんたろう）。真宮寺家に長年使用人として仕えてきた老人で、さくらとも幼少期からの付き合いである。さくらの事を実の娘の様に大切に思っており、彼女が真宮寺家の奥義である桜花放神を体得出来ずにいた際は、強い心の力が必要である事を説き、自らがさくらの技を受ける相手になろうとする覚悟も見せている。そして、さくらが帝都に旅立つ際、自身を気遣ってくれる彼女の言葉に感涙していた。
テレビアニメ版
さくらが一馬の法事よりも帝劇でのレビューを優先した事に納得がいかず、自ら帝都に上京してさくらを連れ戻そうとする。旅の途中で出会った人々が帝劇のスターの中でもさくらを低く評価していた事から、猶更疑問を強く抱いていたが、若菜からはさくらのレビューを見届けるよう電話越しで言われ、米田からも一馬に代わってさくらの姿を見て欲しいと一馬の写真を手渡された結果、彼の隣でレビューを見届ける事になった。
OVA『轟華絢爛』
さくらが真宮寺家の分家の婚儀に参加しに帰郷してきた際、自らも若菜や桂と共に出席している。かなりの力持ちである上に米田以上の酒豪であるらしく、米田が婚儀で酔いつぶれてしまった際は、「あれっくらいの酒で潰れるとは…」と言いながら、彼を背負う形で運んでいる。

真宮寺鉄馬（しんぐうじ てつま）
声 - 内田直哉
『テレビアニメ版』より登場。さくらは「鉄馬おじさま」と呼んでいるが真宮寺一馬との関係は不明。刀匠にして荒鷹神社の宮司を務める。帰郷してきたさくらが持ってきた戦いを重ねてボロボロになった霊剣荒鷹を見て彼女の労をねぎらい、荒鷹を修復する為、200年振りに「カヌチの儀」を行い、文字通りにその身を削る形で霊剣荒鷹を修復させた。さくらが列車に乗って帝都に戻る際には、万歳する形で応援している。
太正浪漫街道 新章
真宮寺の分家、広瀬真宮寺の頭。本家同様、密かに魔を狩り民を守る側に属する人物。帝撃仙台支部のキーマン。

松本 たけし（まつもと たけし）
『1』より登場。さくらの幼馴染。幼少の頃、無茶して木に登ろうとしたさくらを止めようとした際に、雷に打たれており、さくらの病的なまでの雷嫌いはこの出来事が由来している。
2
『1』の回想から死亡したと思われていたが、幸いにも一命を取り留めており、現在は東北帝国大学（現：東北大学）の医学生となっている。

神崎 忠義（かんざき ただよし）
声 - 大塚周夫
1844年10月29日生まれ、身長160cm、体重64kg、神奈川出身。
『2』より登場。神崎すみれの祖父。神崎財閥を一代で築いた事業家で、同財閥の会長である。神崎財閥を創設する前は、徳川幕府の重臣でもあった。帝国華撃団のスポンサーの中でも最大の出資者でもあり、彼なしには霊子甲冑が完成しなかった程までにその影響力は大きい。
若い頃より強引で無茶な面があった様で、一度目にアメリカへ渡った際は、横浜からの密航で行っている。二度目に徳川幕府の重臣としてアメリカへ渡った際に、法外な額で世界初の人型蒸気であるスタアの買い付けと日本への輸入を行い、神崎蒸気商会を立ち上げて幾度もの失敗を経て人型蒸気を完成に漕ぎ着け、商会を財閥にまで発展。帝国陸軍の天才技術者であった山崎真之介が考案した霊子甲冑を始めとする兵器の開発成功にも大きく貢献するまでに至っている。
すみれの事は普段から素っ気なく扱い、『2』の冒頭では病気と偽る形ですみれを戻って来る様に仕向けて半ば軟禁状態にするだけでなく、巻菱財閥の御曹司と縁談を結ばせようとする等、彼女の気持ちを全く省みない様子を見せ、更には縁談を阻止する為に乗り込んで来た大神達にも、すみれを連れて行けば出資を取り止めるとまで恫喝までしており、息子の重樹や義理の娘となる雛子からも難色を示され、「強引」と評されていた。しかし、内心ではすみれの事を大切に思い、不器用な形でしか愛情を表現出来なかっただけであり、出資の停止を恐れる事無くすみれを連れ戻そうとした大神達を認め、彼女が帝劇に戻るのを許している。
実は帝国華撃団への一時的な出資の停止の真相は、陸軍のスポンサーでもあった事で陸軍大臣であった京極からの恫喝されていた事にあるのだが、京極の思い通りになるつもりも無く、莫大な費用が掛かる新型霊子甲冑である天武の開発にも密かに出資を行っていた。

神崎 重樹（かんざき しげき）
声 - 江原正士
1872年6月10日生まれ、身長168cm、体重58kg、神奈川出身。
『2』より登場。すみれの父。神崎財閥の現代表。かつては活動写真の制作に携わっており、それが縁で妻である雛子と出会い、結婚してすみれをもうけるまでに至っている。
強引に物事を進めようとする父・忠義とは対照的に穏やかな人物。幕府の重臣から様々な苦労を経て一代で神崎財閥を築き上げた偉人である忠義の影に隠れがちながらも、洗練された礼式と鮮やかな弁術で社交界の寵児であり続けているのだが、影響力の強すぎる忠義には頭が上がらない苦労人。すみれの事は不器用ながらも愛娘として溺愛しており、心配性のあまり彼女の為ならいくら金を出しても惜しまない親バカぶりを見せる面も。
テレビ版『サクラ大戦』
初登場は第8話。実家に電話をかけ、執事の宮田に花組の愚痴をこぼすすみれを窘めている。第25話では神崎重工川﨑工場で光武の改修や翔鯨丸開発の陣頭指揮をとり、すみれとの蟠りも解消。花組を穢土城に送り出す。
第10話では神崎重工が推し進めていた天候観測システムのレセプションで要人を出迎えたりなど、社長としての仕事をこなす一方で、作業服に身を包み現場に直接赴いて陣頭指揮を執る事も多いようで、すみれから小言を言われたりしている。
漫画版『サクラ大戦』
第二部に登場。葵叉丹率いる降魔達によって光武を失った帝国華撃団の危機的状況を理解し、優れた技術者であるのと同時に霊能力者でもある花組の紅蘭を神崎重工の工場へと呼び出し、新型霊子甲冑である神武の完成に試験操縦者として協力してもらっている。神武に隠されていた設計者である山崎の「悪意」に紅蘭が気付いた際には、神武を「不幸な機体」と称しつつも彼女が真の救世主として蘇らせる事出来ると信じている。娘想いな人物であるのは原作通りだが、同時に我侭なすみれの為に花組が迷惑な思いをしているのを心苦しく思っている。

神崎 雛子（かんざき ひなこ）
声 - 一柳みる
1883年11月27日生まれ、身長164cm、体重48kg、東京出身。
『2』より登場。すみれの母。旧姓・冴木。かつて冴木ひなの芸名で活動写真スタアとして活躍しており、それが縁で夫の重樹と出会い、結婚しすみれをもうけるまでに至っており、すみれを産んだ後も芸能活動を続けている。
すみれと似た美人で、彼女の良き理解者であるが、同時に強引ながらもすみれを大切にしている忠義の不器用な愛情にも理解を示しており、彼女が二度目の帰郷をした際も、忠義へのわだかまりが拭いきれなかったのを察して、縁談の一件の後、忠義が天武完成の為の出資を密かに行っていた事実を教えている。

宮田 恭青（みやた きょうせい）
『2』より登場。長年、神崎家に執事として仕えてきた人物で、すみれとも彼女が幼少期の頃よりの付き合いである。帝都防衛の為に戦ってきた帝国華撃団の事は嫌っていないものの、すみれがその一員として戦い続ける事には難色を示しており、彼女が戦いと決別して一人の女性としての幸せを掴む事を願っている。
すみれと巻菱財閥の御曹司の縁談が行われた際、神崎邸の門前で大神達を出迎えて丁重に帰るよう求めるも、拒否される形で神崎邸に侵入されてしまい、護衛の人間達に撃退させようとするも、それでも彼等の勢いを止めるのは叶わなかった。

ロベール・シャトーブリアン
声 - 池田秀一
1886年4月26日生まれ、身長173cm、体重62kg、フランス出身。
『2』より登場。アイリスの父。シャトーブリアン家の当主で大富豪。かつて、愛するが故にアイリスを城の中に幽閉した事もあるが、実際はロベールの父親の命令により、アイリスを幽閉せざるを得なかった事情もあった。
なお、『1』でもアイリスのエンディングムービーで登場しているが、外見が現在よりもかなり異なっている。

マルグリット・シャトーブリアン
声 - 島本須美
1888年10月6日生まれ、身長156cm、体重42kg、フランス出身。
『2』より登場。アイリスの母。アイリスをそのまま大きくしたような、スタイルの良い美しい女性。ロベール同様にアイリスを愛しているのだが、同時にその力を恐れ、悩んでもいる。
なお、『1』でもアイリスのエンディングムービーで登場しているが、外見が現在よりもかなり異なっている。

パーシー・ホワード
声 - 堀川亮
1881年1月17日生まれ、身長177cm、体重66kg、イギリス出身。
『2』より登場。人型蒸気と霊子機関を専門とするイギリスの技巧技師。神戸在住で、妙な関西弁を使う。帝劇や米田とも親交が深く、日本で李紅蘭の世話をしていた。紅蘭にとっては第二の父ともいうべき存在で、関西弁や怪しい発明品も彼の影響。

緒方 星也（おがた せいや）
声 - 大塚明夫
1879年9月27日生まれ、身長170cm、体重65kg、宮城出身。
『2』より登場。ソレッタ・織姫の父。絵画修業のために渡航したイタリアで出会ったカリーノと恋に落ち、織姫を授かるが、ソレッタ家からカリーノとの仲を引き裂かれイタリア入国禁止となる。
日本へ強制送還された以後は一流画家の道を断念し、街角の絵描きとして暮らしている。秋祭りの際、偶然にも織姫と再会し、その直後に起きた事件を通じて織姫と和解。自らも画家として再起した。その後、カリーノとの十数年ぶりの再会を果たす。
OVA『轟華絢爛』
第4話に登場。紙芝居屋である深川の千葉助と同じ長屋に住んでおり、それが縁で紅蘭の扮する少年レッドのイラスト制作を行う事になる。織姫との親子関係も良好である。

カリーノ・ソレッタ
声 - 榊原良子
1885年8月23日生まれ、身長168cm、体重48kg、イタリア出身。
『2』より登場。織姫の母。イタリアの名家の生まれ。かつて緒方星也と恋に落ちるが、仲を引き裂かれる。しかし緒方への想いは変わらず、彼が自分を迎えに来ることを願っていた。ついに来日して緒方と十数年ぶりに再会し、互いに変わらぬ愛を確認した。

### 巴里華撃団関連
タレブー
声 - 森ひろ子
1860年9月22日生まれ、身長148cm、体重40kg、フランス出身。
『3』より登場。ブルーメール家のメイド長。グリシーヌの父の乳母として若き日から仕えており、グリシーヌにとっては育て親のような存在。口調は「〜ざます」。
厳格であるが、エリカが失踪した際は協力を申し出る等、根は優しく面倒見の良い人物である。更に霊能力者としても高い資質を秘めているらしく、家事をする際のみ、光武を操縦できるレベルの非常に強い霊力を発する。
実は、グリシーヌが巴里華撃団の一員として巴里を守っていた真実を知っていたのだが、それを知られたくない彼女の意を酌んで、あえて知らないふりをしており、陰では彼女の無事を祈っている。
OVA『ル・ヌーヴォー・巴里』
北大路男爵からグリシーヌの所属している巴里華撃団が慈善事業のサーカス団であると聞かされ、それに疑問を抱いたのか、プールで泳いでいたグリシーヌに問い質している。

ルネ・レノ
声 - 石波義人
1862年11月6日生まれ、身長172cm、体重56kg、フランス出身
『3』より登場。エリカが働いている教会の神父。優しいが気弱な人物でもあり、エリカが騒動を起こす度に頭を抱えている。ただし、エリカの事を嫌っている訳では無く、彼女が真剣な思いで誰かの為に頑張ろうとしている献身さについては理解している。
実は、『3』の物語より半年も前に、あまりにも失敗を繰り返して被害を出してしまうエリカを解雇にしていたのだが、エリカ本人がそれを「応援」と勘違いしていたと考え、悩んでいた。しかし、エリカ本人も本当はその事に気付いており、それでも居場所を失う事を恐れてシスターとして必死に努めようとしていたのだが、シャノワールに訪れた自身が大神に真実を打ち明けた事で、エリカもそれを受け止めざるを得なくなる。紆余曲折の末、エリカのシスターの解雇を撤回する事は出来なかったが、いつでも遊びに来て良いとエリカに告げている。
OVA『エコール・ド・巴里』
第2話で、エリカがロベリアから聞かされた「男女がベッドでする『楽しいこと』」について質問された際、聖職者として質問の回答に困った結果、「ダンス」と答えてしまっており、それがエリカがマラカスやタンバリンを使って踊る「おはようダンス」を考案する切っ掛けとなっている。

北大路 正道（きたおおじ まさみち）
声 - 小林清志
OVA『ル・ヌーヴォー・巴里』より登場。花火の実父であり、日本の名家・北大路家の当主。華族出身で、男爵の爵位を持つ。パリの社交界にも精通しており、グリシーヌの生家であるブルーメール家とも親交がある。
無骨な顔立ちで寡黙である事から一見すると怖い印象を与えがちであるが、娘である花火を想う気持ちは非常に強く、むしろ彼女がフィリップの死を引きずっている事で巴里に留まっているのではないかと心配していた。
雪の降る夜の中、花火の婚約者であったフィリップの墓参りをしていた際に、コクリコと共にいた花火と再会。その直後に墓泥棒と勘違いしたエリカ達の出現や、咄嗟にコクリコの言った言葉から、花火が慈善事業のサーカス団体「巴里華撃団」の一員として活躍していると勘違いする事になる。嘘ではない事を証明する為に、花火達が「巴里華撃団」としてサーカス講演するのをVIPとして見る事になり、サーカスを襲撃してきたホムンクルスから花火やコクリコを庇って負傷するが、なおも花火や彼女の仲間達の事を気遣う様子を見せている。事件後は花火がシャノワールで活動している真実を知るに至るも、それを許したようで、ステージで彼女の歌う姿を見て涙を流している。

### 紐育華撃団関連
大河 双葉（たいがふたば）
声 - 笠原留美
『ニューヨーク・紐育』より登場。新次郎の母で、大神一郎の実の姉でもある。大神にとっては親代わりの存在でもあった。手紙を送ってきた形での登場のため、手紙の文面からは上品な淑女の印象を与えるが、実際は見た目とは裏腹に豪胆な女傑。二刀流の使い手であり、大神や新次郎、加山の剣術の指南を行っており、加山にとっては恐怖の存在でもある。多少強引な部分はあるが、男を上回る彼女の力強さは常に新次郎を導いている。
OVA『ニューヨーク・紐育』
実際に登場。新次郎のいるニューヨークへ連絡もせずに突然訪れ、プチミントの姿になった新次郎を見て、新次郎が女に目覚めてしまったと勘違いし騒動を起こすが、実際は真実に気付いていた。刀の代わりに箒とモップを用いた剣術や棒術でジェミニやリカ、サジータを圧倒し、その実力はジェミニやリカが弟子入りを志願するほどである。現在は、新次郎の嫁について心配しているらしく、ジェミニやリカが希望している。

ミフネ
声 - 浦山迅
『V』より登場。ジェミニの師匠。ジェミニに五輪の書を託して蘭丸と相討ちとなったため、本作中では既に故人となっている。
素晴らしい剣の腕の持ち主である一方、セクハラまがいの修行でジェミニを鍛える等、スケベな面がある人物だが、しかしジェミニには慕われている。ジェミニの良い所を書いたとして「尻」（五輪のアザのことを指している）と書かれた掛け軸を贈った。
サニーサイドとは旧知の間柄であるらしく、彼にジェミニを星組として推薦したのもミフネである。

カルロス
声 - 木村雅史
『V』より登場。サジータ率いる暴走族「ケンタウロス」のメンバー。

ジンジン
声 - 戸田亜紀子
『V』より登場。サジータ率いる暴走族「ケンタウロス」のメンバー。

バーバラ
声 - 倉持良子
『V』より登場。サジータ率いる暴走族「ケンタウロス」のメンバー。

## その他の人々

### 日本
深川の千葉助（ふかがわのちばすけ）
声 - 千葉繁
『2』より登場。紙芝居屋で、主に「少年レッド」の紙芝居をしている。本編に直接的に関係ない人物。
OVA『轟華絢爛』
緒方と同じ長屋の住人であることが明かされている。

江戸川夢声（えどがわ むせい）
声 - 三ツ矢雄二
『活動写真』に登場。ラチェットを加えた帝国華撃団の花組が講演する事になった舞台「海神別荘」の演技指導を行った。

### フランス
ジム・エビヤン
声 - 塩屋浩三
1880年4月9日生まれ、身長158cm、体重75kg、フランス出身。
『3』より登場。巴里市警の警部。独身。
正義感が強く、怪人が事件を起こす度に市内をパトロールしている。また、責任感も強く、パリシィ怪人によって巴里全体が危機的状況に陥った際も、最後まで残ってパトロールを続けており、大神と遭遇した際に説得されている。
犯罪者であるロベリアの表の姿・サフィールに惚れているが、サフィールがロベリア本人である事には気付いていない。
OVA『ル・ヌーヴォー・巴里』
サーカス一座「巴里華撃団」として講演するシャノワールの面々のイベントに現れ、花火がシャノワールのダンサーである事実を彼女の父親である正道にばらされそうになった結果、エリカ、グリシーヌ、ロベリアの三人につまみ出されてしまっている。その後、謎の怪人の出現に対応する形で避難誘導を行うが、その後に事件に介入しようとした事で、グラン・マによって手刀で気絶させられてしまう羽目になる。

ロランス・ロラン
声 - 岩田安生
1866年10月1日生まれ、身長176cm、体重62kg、フランス出身
『3』より登場。巴里の宝石商。よく市場やサーカスなどに赴き、コクリコからは「おひげのおじさん」と呼ばれ慕われている。日本人であるの大神に対しても初対面で偏見を向ける事なく丁寧に接し、一目で彼の素質や人柄の良さを認めた。社交界でも有名な人物であるらしく、グラン・マ等からはロランス卿と敬称付きで呼ばれる。

ジャック・ドニクール
声 - 滝口順平
『3』より登場。高名なサーカス団シルク・ド・ユーロの団長。独占欲や自己顕示欲が強く、弟の作ったシルク･ド･ユーロを乗っ取って団長になった。動物や芸人を使う仕事であるにもかかわらず、動物を蹴ったりコクリコを殴ろうとしたりと愛情の欠片もない。帽子につけた自慢のダイヤをピトンに狙われ、捕食されて死亡する。その後、表向きは「行方不明」扱いとなり、シルク・ド・ユーロの団長の職も元々の団長であった弟が復帰する形で引き継いだ。

ダニエル・ベルモンド
声 - 納谷六朗
『3』より登場。中級貴族。高飛車かつ気取り屋な性格で東洋人に対して偏見を抱いている。フランス人であるが一人称は英語の「ミー」を使用する。大神に対しても、貴族ではないことや日本人であることを理由に事ある毎に厭味やちょっかいをしつこくかけてくるが、グリシーヌに一喝されたり、シーを口説こうとして店の商品全てを売りつけられたりと悲惨な形で返り討ちに遭っている。
最後はパリの危機を救った大神を認め、それまでの態度を改めた上で、別れの挨拶を送る。

### アメリカ
ブレッド・バシレウス
声 - 岸祐二
『V EPISODE 0』より登場。全滅した第7騎兵隊の生き残り。ジェミニたちにハムステーキを食べられたり、仇と勘違いして襲いかかったところを逆にジェミニに返り討ちにされたりと何かと不運な男。ジェミニへの誤解（というか勘違い）を解いた後は、共に旅をすることになる。
第7騎兵隊全滅の際にはシンクレアの前から逃げ出したが、再度遭遇した際には、町を焼き払おうとするシンクレアと勇敢に戦い、その顔に傷をつけるほどに成長した。フワニータの秘密を知った時には彼女を怪物呼ばわりして拒絶してしまうが、己の間違いに気付き彼女を救う為にエデンへ向かう。エデン復活を防ぐ為、自らがアダムとなる道を選び、パトリックの野望を防いだ。
戦いの後は、不老の体を元に戻すためフワニータと共に旅をしている。

フワニータ・カッシング
声 - 大谷育江
『V EPISODE 0』より登場。パトリックたちから「奇跡の娘」と呼ばれ追われている少女。ジェミニに助けられ、紐育への道を知っていた為に共に旅をすることになる。ジェミニからは「フワちゃん」と呼ばれており、ブレッドに恋心を抱く。
少女の様に見えるが、実は60年前の南北戦争の時代から、姿が変わる事無く生きてきた人物。その不老の力に目を付けたパトリックに「イブ」として狙われることになるが、エデン復活を、前に無事ジェミニ等達の活躍で救出される事になった。

チェンバー・ウェストウッド
声 - 坂東尚樹
『V EPISODE 0』より登場。ジェミニの昔馴染みでテキサス騎兵隊の隊長。9人の子供がおり、将来の夢はその子供たちの野球チームの監督になること。何かとジェミニのお尻を誉める等、エロ親父な面も。
戦いの後は、大統領になるべく奮闘中。

ソルト
声 - 佐々木省三
『V』より登場。紐育市警警部。いつも捜査をラチェットや加山に邪魔され、イライラしている。紐育華撃団に対しても当初はまったく信用していなかった。

マザーキャロル
声 - 二宮弘子
『V』より登場。ハーレムの教会のシスター。

## 敵対勢力

### 黒之巣会
『1』に登場。徳川家に仕えていた天海を首領とし、江戸末期に滅亡した江戸幕府の復興を目的に活動する。しかし、その実態は黒幕である黒き叉丹こと葵叉丹が、自らの目的を達成させる為の隠れ蓑として利用していたに過ぎなかった。叉丹が開発した蒸気人型兵器を主戦力として利用する。
天海（てんかい）
声 - 宝亀克寿
黒之巣会の総帥。かつて徳川に仕えていた大僧正の蘆名天海本人で齢400歳を超える老齢である。葵叉丹の反魂の術によって現世に蘇り、西洋文化によって穢されてしまった現在の日本を憎み、一度破壊してかつての江戸幕府を復活させる事を企む。
刹那、羅刹、ミロクの三人が死亡した後に、帝都に六破星降魔陣を完成させ大混乱を起こすが、実際には叉丹の掌の上で踊らされていたに過ぎなかった。
使用機体は金色の魔操機兵「天照（あまてらす）」。漫画版『サクラ大戦』では、最初から欠陥機としての細工が施されていた。
4（恋せよ乙女）
徳川家康に謹言して、黒幕である大久保長安を処刑に追い込んだ人物として描かれている。

紅のミロク（くれないのミロク）/ 細川 ミロク（ほそかわ ミロク）
声 - 引田有美
死天王の一人。花魁のような姿をした人間の女性。大帝国劇場の地下まで進入し花組を苦しめた。式神を使役する能力を持つ。黒之巣会の死天王の中で唯一、ゲーム本編において戦闘後の生死が不明だが、TV版では中盤で戦死している。
漫画版『サクラ大戦』
第一部の決戦時に叉丹の前に現れて直後に彼に殺害される。
その後の第二部で叉丹の操り人形として甦り、新たに『蝶』の名が与えられる。しかし、聖魔城での最終決戦の最中で刹那がマリアに撃たれ、そのショックで羅刹が記憶を取り戻す光景を見た結果、自身もミロクとしての記憶を取り戻す事になり、自分達を操り人形にして弄んだ叉丹に激昂。怒りに任せて襲い掛かるも、妖術によって動きを封じられた隙を突かれて、光刀無形で惨殺される。

蒼き刹那（あおきせつな）
声 - 石田彰
死天王の一人。羅刹の双子の兄。子供のような体格と容姿だが、性格は狡猾で残虐。策略を得意とし、特に狙った標的を精神的に追い詰める手段を好み、自分が仕掛けた罠にかかった獲物が苦しむのを見るのが楽しみという外道。瞬間移動と思しき高速移動と、金属さえも切り裂く伸縮自在の両手の爪が武器で、生身でも高い戦闘能力を持つ。
マリアの過去を知り、それを利用して苦しめ、更には彼女を人質に大神を呼び出し、目の前で散々痛めつけてとどめを刺そうとしたが、油断したのが災いして花組の介入を許してしまい倒される。また、皮肉にもこの一件で、マリアは大神を隊長と認めて信頼関係を築くに至っている。
使用機体は銀角の同系機である「蒼角（そうかく）」で、こちらは刹那自身と同じ鋭利な爪を装備した、機動性重視のセッティングがされている。
熱き血潮に
追加シナリオにて、天海の術により羅刹と共に自我を喪失したゾンビのような姿になり復活する。
TV版
子供のような言動が強調されているが、残忍性は健在。終盤近くで登場した際は、肌の色などは人間とは大きく掛け離れている。
漫画版『サクラ大戦』
ほぼゲーム準拠の性格であるが、より狡猾で残忍な面が強くなっている。また、TV版などとは異なり弟の羅刹を歯牙にも掛けず、邪険にしている様子が描かれている。
黒之巣会の壊滅後は、叉丹によって記憶を封じられた上で蘇らされ、『鹿』の名と魔装機兵『不動』を与えられ、帝国華撃団と何度も対決している。しかし、聖魔城での最終決戦での敗北で叉丹からは完全に見限られ、そこへ自身を助けに現れた猪（羅刹）の元へ駆け込んだ際、マリアによる射撃で致命傷を受ける。そのショックで羅刹と共に記憶を取り戻し、叉丹に操られた事実に気付き、最後は自身が散々疎み続けながら尚も気遣おうとする羅刹に「やっぱり…バカだ…な…」と憎まれ口を言いながら息を引き取った。

白銀の羅刹（はくぎんのらせつ）
声 - 小野英昭 / 江川央生（『熱き血潮に』・アニメ版）
死天王の一人。刹那の双子の弟。モヒカン頭で白い肌の巨漢。岩をも切断するチェンソーを振り回し、腕っ節があるが頭は悪い。兄の刹那に心酔しており、自分がこの世に生を受けたのは兄の邪魔者を排除するためと信じている。それ故に、兄の刹那が戦死した後はその仇討ちに固執して、帝国華撃団をおびき寄せるべく浅草の浅草寺で暴れまわるが、帝国華撃団との激戦の末に戦死する。なお、SS版・DC版では運命を左右する重要な選択肢を突きつけてくる。
使用機体は両腕に鉄球を装備し、攻撃力重視のセッティングが施された「銀角（ぎんかく）」。
熱き血潮に
追加シナリオでは、天海の術により刹那と共に自我の無いゾンビのような姿になって復活する。
TV版
人語を話さず普段は物静かで、装着している仮面が外れると理性を失い凶暴化する怪物として描かれており、顔つきや服装なども若干異なっている。
漫画版『サクラ大戦』
人物像は基本的にゲーム準拠である。
黒之巣会の壊滅後は、叉丹によって記憶を封じられた上で蘇らされ、『猪』の名と魔装機兵『不動』を与えられ、TV版と同じ仮面とローブを纏った姿で登場。ただし人語は話せるようである。叉丹の命令に忠実に従う形で帝国華撃団と戦い、聖魔城での最終決戦時にはさくらの神武を異空間に引き込んで追い詰めるも、兄の刹那であった鹿の危機を察知て駆け付け、そこで鹿がマリアに撃たれる光景を目の当たりにした結果、羅刹としての記憶を取り戻す。同じく刹那としての記憶を取り戻した彼の死を目の当たりにした後、怒りを爆発させて紅蘭の神武を吹き飛ばし、刹那を殺したマリアの神武も投げ飛ばす程の怪力を発揮するも、最後は大神の神武を追い詰めた隙を突かれる形で、すみれの神武の薙刀に背後から貫かれる形で最期を迎えた。

### 葵叉丹一派
『1』の後半に登場。黒之巣会の死天王の一人であった葵叉丹が本性を現す形で活動を開始し、自身の開発した魔装機兵だけでなく、かつて北条氏綱が現出させてしまった魔物である「降魔」を大量に使役して戦力に利用し、さらには聖魔城を復活させ、帝都だけでなく世界を滅ぼそうとする。
黒き叉丹（くろきさたん） / 葵 叉丹（あおい さたん）
声 - 家中宏
黒之巣会の死天王の一人であったが、天海すらも操っていた真の黒幕である。
強大な霊力の持ち主である上に、黒之巣会で利用されている魔装機兵や脇侍を設計・開発した天才的な技術者でもあるが、性格は傲慢かつ冷酷非道な人物で、天海を始めとする黒之巣会のメンバーや降魔たちも、自身にとっては野望を実現させるための使い捨ての道具でしかない。
黒之巣会の壊滅後に本性を現し、大量の降魔達を使役して大帝国劇場の地下に封印されていた三種の魔神器を強奪。その力によって聖魔城の復活を復活させた後、帝都を含む世界の滅亡を目論み、さらには帝国華撃団のメンバーにとっての心の支えであった藤枝あやめを降魔化させた上で敵対させるという非道な戦略で、帝国華撃団の面々を心身共に追い詰めていく。しかし、帝国華撃団のメンバーが倒れていくのと同時に、戦力としていた者たちも失っていき、さらには大神との直接対決にも敗北。尚も敗北を認めようとしなかったことで、聖魔城のエネルギーを強制的に解放させ、霊子砲で世界を破壊しようとしたが、米田のミカサによる決死の特攻によって霊子砲は潰され、聖魔城もまた落下してしまうことになる。その直後、自らの体内に眠っていた悪魔王サタンの魂が覚醒してしまうことになる。
その正体は、元・帝国陸軍対降魔部隊所属の山崎真之介で、当時の階級は少佐。米田曰く「本当の意味での天才」と評した優秀な技術者で、対降魔部隊所属時より霊子甲冑の桜武、光武、神武の三種の機体だけでなく、翔鯨丸や轟雷号、空中戦艦ミカサの設計図までも完成させており、山崎の存在無くして帝国華撃団を始めとする各国の華撃団結成はあり得なかったと言えるほどの偉人であり、帝国華撃団の李紅蘭にとっても尊敬の対象であった。そんな彼が、降魔戦争で消息不明になった後になぜ叉丹になってしまったかについては作中で明かされていないが、声を演じた家中曰く「正義を信じていたが故に叉丹となってしまった」とのこと。
使用機体は刀を装備した漆黒の魔操機兵「神威（かむい）」。かつて自身が設計した光武の発展型と言える機体で、「王武」という別名も付けられている。
TV版
降魔戦争の際に道を踏み外したきっかけとも取れるエピソードがある。終盤にて、正体が山崎真之介であった事実が判明し、紅蘭に大きなショックを受けさせている。
小説版
設定が多少異なり、かつて天海が江戸（帝都）の霊的防衛の要として、大戦で破れ負傷し日本に流れ着いたサタンを封印していたが、それを葵叉丹が眠っている状態のまま自身の肉体に取り込んだ事実が、叉丹本人の口から語られている。
2
本作の黒幕である京極慶吾の反魂の術によって蘇ったが、服装は前作の和服風ではなく陸軍の軍服を着用している。前作では最終的に自らの体内に宿らせていた魔王サタンの魂に取り込まれていたが、本作ではその辺りの面は見せていない。
銀座で花組と戦い、敗れた後に米田と再会。ここで初めて叉丹の正体が山崎真之介という事実が帝国華撃団側に判明。その直後、鬼王によってとどめを刺され、「呪われよ…」という言葉を最後に二度目の死を迎えた。
搭乗機は黒い魔操機兵「闇神威（やみかむい）」。五行衆などが搭乗する魔装機兵と異なって、木喰ではなく叉丹自らの手で設計・開発した機体とされている。叉丹の死後は鬼王も銅色の同型機に搭乗する。
サタン
かつて父なる神に反逆し、地獄へ落とされた悪魔王。葵叉丹の体内にその魂が眠っており、聖魔城での戦いで叉丹が敗北した後に覚醒。世界を滅ぼすことを宣言するが、藤枝あやめの肉体に宿っていた天使長ミカエルによって倒れた帝国華撃団のメンバーが復活し、彼女たちや大神によって自らの核を破壊されて敗北する。
敗北後、ミカエルから父である神のもとへ還るよう説得されるも、人間の愛を断固として認めなかった結果、自ら消える道を選び、人間がいる限りいつか自分は必ず復活することを叫びながら消滅した。

猪（いのしし）
声 - 辻親八
叉丹が呼び出した黄昏の三騎士の一人。炎を操り、力任せの戦いを好む。単純な所があり、煽てられると調子に乗って隙を見せやすくなる反面、馬鹿にされると怒りの力を糧に尋常ではない戦闘能力を発揮する。
使用機体は火炎攻撃を得意とする魔操機兵「火輪不動（かりんふどう）」。
漫画版と小説版
登場しておらず、役どころは叉丹の反魂の術で復活した羅刹に振られており、名前も復活前の記憶を失った羅刹の新しい名として与えられている。

鹿（しか）
声 - 大川透
黄昏の三騎士の一人。氷を操る。最強願望が強く、大の自信家。猪とは逆に、煽てられると自信を付けて本来の実力以上の戦闘能力を発揮するが、馬鹿にされると怒りのあまり周りが見えなくなる。
使用機体は氷を使った攻撃を得意とする魔操機兵「氷刃不動（ひょうじんふどう）」。
漫画版と小説版
登場しておらず、役どころは叉丹の反魂の術で復活した刹那に振られており、同様に刹那の新しい名前として付けられている。

蝶（ちょう）
声 - 石田彰
黄昏の三騎士の一人。雷を操る。中性的な容姿の男性だが叉丹に恋心を抱いており、殺女に敵対心を燃やす。
使用機体は電撃攻撃を得意とする「紫電不動（しでんふどう）」。
熱き血潮に
米田指令も好みの男であるらしく、自身に啖呵を切る彼の姿を見た結果、惚れてしまっている。
漫画版と小説版
登場しておらず、役どころは叉丹の反魂の術で復活したミロクに振られており、同じくミロクの新たな名に付けられている。

降魔・殺女（こうま・あやめ）
声 - 折笠愛
藤枝あやめが叉丹によって降魔に変身させられた姿。あやめの時とは大幅に性格が異なり、残虐性を秘めている。叉丹に思いを寄せる蝶には敵意を抱かれているが、歯牙にもかけていない。
聖魔城での最終決戦にて自身が倒れた後、叉丹の肉体に宿っていた悪魔王サタンの魂が覚醒するのとほぼ同時に、自身の体内に宿っていた天使長ミカエルの魂が覚醒。降魔との戦いの中で倒れた帝国華撃団のメンバーを復活させ、彼らにサタンを打倒するよう導くことになる。
使用機体は叉丹の使う「神威（後半戦仕様）」の同系機で、あやめ色に塗装されている。

### 黒鬼会
『2』に登場。表向きは鬼王を首魁とし、裏では陸軍大臣の地位を持つ京極慶吾が首領となる秘密結社で、「浄化」の名の下に帝都を破壊して、人と魔の共存する魔都へと変える為に暗躍していた。反魂の術によって蘇らせた葵叉丹こと山崎真之介や五行衆の木喰によって開発させた魔装機兵や降魔兵器等を主戦力としており、また京極の陸軍大臣としての地位もあって、その組織としての力はサクラ大戦シリーズの中でも非常に強大である。
京極 慶吾（きょうごく けいご）
声 - 神谷明
1880年2月26日生まれ、身長179cm、体重70kg、栃木出身。
陸軍大臣。かつては「戦神」と呼ばれた戦略家で、味方の犠牲は多いながらも絶大な戦果を挙げており、前線を退いた後は、若くして驚異的な出世を果たしている。大神とさくらが陸軍病院へ向かっていた際のトラブルで彼等と出会い、その際にさくらの父親である真宮寺一馬を「無駄死」と一蹴して、さくらを挑発している。
その正体は、黒鬼会の真の首領。軍人としての高い能力だけでなく、古の陰陽師の血も引いている事で強力な呪術も使いこなしており、山崎真之介や真宮寺一馬を反魂の術で蘇らせ、自らの手駒として利用している。目的の為には手段を選ばない卑劣さに、使えなくなった手駒となる人間達を容赦なく切り捨てる冷酷さも併せ持つ危険人物である。
自らの信奉者達を集めて結成した「太正維新軍」を結成し、陸軍による武力統治の為のクーデターである「太正維新」（モデルは二・二六事件）を決行し、それに並行して大帝国劇場を維新軍に襲撃させ、魔神器の奪取とさくらの身柄確保及び殺害を命令している。しかし、魔神器の内の2つである「剣」と「鏡」は入手したものの、新型霊子甲冑である天武を実戦投入した花組の反撃によって大帝国劇場の制圧には失敗。更には鬼王が入手していた魔神器の2つも奪還されてしまうが、大神が破邪の血に縛られていたさくらを救う為に魔神器全てを破壊した事で、結果的に「魔神器の奪取及び破壊」という最大の目的は達成されている。その後、維新軍が敗れ、黒鬼会も壊滅したと見せかけた後、自身もまた影武者の死体を使って死んだ様に見せかけて姿を晦ます。
その真の目的は、黒鬼会のメンバーに八鬼門封魔陣を解放させる事で、それによって怨念そのものを吸収して力とした太古の巨大要塞である「武蔵」を復活させ、帝都を魔都とし、自らがその王として君臨する事にあった。そして降魔の死体を利用して木喰に開発させた「降魔兵器」で帝都を襲撃させて窮地に陥れるも、空中戦艦ミカサによって反撃に転じた帝国華撃団による武蔵への突入を許す事になり、五行衆のメンバー全員と鬼王といった主戦力を失うまでに追い込まれた結果、武蔵の最深部に安置されている巨大魔装機兵の新皇に搭乗し、帝国華撃団に襲い掛かるも敗北。最後まで帝都が浄化されるべきである事と必ず自らの遺志を継ぐ者が現れると主張し、大神の搭乗する光武・改に討たれて死亡した。
最終決戦では、武蔵最深部に封印されていた超大型の魔操機兵「新皇（しんのう）」に搭乗して花組に挑む。

鬼王（おにおう）
声 - 野沢那智
黒鬼会の大幹部で、鬼面を被っている剣士。実力は非常に高く、北辰一刀流の剣技や強力な妖気を使いこなす。花組との戦いに敗れて用済みとなった葵叉丹こと山崎真之介を殺害する形で帝国華撃団の面々と対面し、彼の愛刀である「光刀無形」を奪って自身の武器としている。
帝国華撃団に正体を知られる訳にはいかなかった京極に代わって、八鬼門封魔陣の解放の指揮を執る。太正維新が起こった際は、自ら出撃する形で花組と二度に渡る死闘を行う事になり、最初の新宿の戦いでは魔神器の「剣」と「鏡」を持った状態で戦うが、強大な霊力を発揮したさくらの天武との一騎打ちに敗れて二つの魔神機は奪還されてしまう。続く黒鬼会の本拠地である赤坂での戦いでは、金剛や土蜘蛛との死闘で消耗しきっていた事もあって優勢となっていたのだが、それでも花組の勢いを止める事は叶わず、敗北。自らの手で黒鬼会の本拠地を崩壊させ、それに呑み込まれた。
その正体は京極の反魂の術で蘇らされた真宮寺一馬（しんぐうじ かずま）、すなわちさくらの実父の成れの果てである。王子での八鬼門封魔陣の解放時に自らの剣の構えを見せた結果、娘にその正体を気付かれる事になり、京極の強力な呪術の影響でさくらや大神の説得に耳を貸そうとしなかったが、武蔵の中心部であるイドの間での最終決戦に敗れた結果、京極の呪術から解放された事で鬼王から真宮寺一馬の人格に戻る。最期は京極の法力による攻撃から父としてさくらを庇いながら、降魔兵器を操る為の妖力の出力体である水晶の存在と、それを二剣二刀の儀によって破壊する事を伝えて消滅。さくらに妻の事を託して二度目の死を迎えた。
搭乗機は叉丹の機体と同系統の魔操機兵「闇神威（機体色は銅色）」。最終戦では必殺の破邪剣征・桜花放神（前作でさくらが使った技に比べ、攻撃範囲の横幅が5倍）に加え、五行衆5人の機体の特殊能力をターンごとに使用する。特に宝形の分身をした際に必殺技が使用可能となれば、桜花方神による波状攻撃を見舞われる事になる。

金剛（こんごう）
声 - 立木文彦
五行衆の一人。自称「五行衆筆頭」。見た目通りの体育会系で、頭はどちらかと言えば悪いものの、小細工を使わない真正面からの力押しを得意としている。また、強者との戦いを好む性質の持ち主で、帝国華撃団のメンバーの中でも大神やさくらと戦う事に執着している。
同じ五行衆である水狐に惚れている節があり、土蜘蛛が彼女を気に入らないと称していた際は庇う様にフォローしたり、熱海での彼女との共同作戦の際は、通信でマリアに騙されてしまう失態を犯しながらも、帝国華撃団の攻撃から必死に彼女を庇っている。そしてその死には特に感情的になり、自身と逆に死んだ水狐の死を嘲っていた土蜘蛛とは一触即発寸前の状態となっていた。
五行衆の中では武蔵の最終決戦まで生き残り、最後の一人として全力で立ちはだかり、花組に敗北。最後まで彼等に勝てなかった悔しさを既に亡き水狐に漏らしつつも、自身を倒した花組でも決して京極には勝てないと告げ、大日剣の右手を天に掲げ雄叫びを上げながら爆発して最後を遂げた。
搭乗機はパワー重視の魔操機兵「大日剣（だいにちけん）」で、手にした刀型の鉄塊と腹部の砲塔が特徴的。その腹部の砲塔から雷撃を発射する「五行相克 鬼神轟天殺（ごきょうそうこく きしんごうてんさつ）」が必殺技。毎回、取り巻きの脇侍・改「黄童子」を連れて現れる。最終決戦では黄童子による「かばう」と、光武・改の行動回数を1つ減らす「金剛金縛り」なる技も使用する。また、熱海でも増援として出現し宝形に対し「かばう」を行ってくる。

水狐（すいこ）
声 - 佐久間レイ
五行衆の一人。妖艶な美女。京極の命令により米田の秘書、影山サキ（かげやま サキ）として大帝国劇場に潜入しスパイ活動を行った。大帝国劇場の潜入時はどちらかと言えば温厚な性格を演じていたが、スパイや破壊工作、暗殺といった汚れ仕事を中心に行ってきたが故か、実際は仲間というものを信じない性格をしている。ただし、表裏の無い性格をした金剛に対してはそれ程警戒はしておらず、熱海においてはやむを得ない態度ながらも、共同作戦を実行してもいる。
米田を陸軍省からの帰りにおいて狙撃し重傷を負わせており、さくらが京極と一悶着を起こした後は、彼女や紅蘭に暗殺対象である海軍大臣の山口和豊のいる深川の料亭で京極が会合を開くと偽って、そこへ向かうよう仕向けている。熱海では、旅行に来ていた花組のメンバーが帝国華撃団本部と連絡が取れないようキネマトロンを奪って破壊し、水狐として霊子甲冑の無い状態で倒そうとしたが、自身が遺していた通信機を利用されてしまう形で失敗している。
その後は、自分が何の為に戦えばいいのか分からず悩んでいたレニの孤独な心につけ込んで操ったが、それも結局は失敗に終わってしまい、更にはこれまでの数々の失敗の為に京極からも見放された事実を鬼王に通信で告げられ孤立してしまう事になるが、それでも孤軍奮闘し花組に倒される。死の間際、「仲間を信じなかった自分にも、本当は心の底で京極に縋っていた」と悟り、花組に「これからの戦いは激しさを増す」と言い残し、宝形の大爆発とともに散った。
搭乗機は鉄扇を使用する魔操機兵「宝形（ほうぎょう）」。池袋の戦いでは8体に分身して花組を翻弄、さらに必殺技「五行相克 雪花波紋十軌（ごぎょうそうこく せっかはもんじゅっき）」の波状攻撃で襲いかかる。

火車（かしゃ）
声 - 関俊彦
五行衆の一人。慇懃無礼で自分以外の人間をゴミとしか思わず、自分の放った火で逃げ惑う人間を見て嘲笑う残虐かつ狡猾な男（神崎すみれ曰く「最悪のゲス」）。放火魔かつ爆弾魔で、避難所にあらかじめ爆薬をしかけたり、戦場に火炎放射器のトラップを設置したり、脇侍を起爆剤にするなど、爆発物の取り扱いに長けている。
深川での最初の戦いでは、鬼王から今後の邪魔な存在となり得る海軍大臣の山口和豊の抹殺を任され、山口だけでなく、水狐の諜報活動によって山口のいる料亭に誘き寄せられたさくらや紅蘭、深川の人々までもを無差別に巻き込んだ放火による破壊活動を行うが、帝国華撃団に敗北し、山口の抹殺にも失敗する。
浅草の二度目の戦いでは、織姫と緒方星也を捕らえ、小屋に爆弾を仕掛けじわじわと恐怖を与えようとしたが、失敗。帝国華撃団との直接の戦いでも敗北し、最期は焼塵を点火器として花組全員の爆殺を狙うが、織姫の攻撃により制御を失った焼塵に突っ込まれて、逆に自身の搭乗機である五鈷が炎上、自分自身が焼き尽くされてしまう。始めこそ助けを求める悲鳴を上げていたが、「私の体が燃えていく、私の体が灰になっていく」と、恐怖を通り越して快楽にも似た声をあげ、狂ったように笑いながら絶命するという因果応報の最期を遂げた。
搭乗機は火炎放射器を搭載した魔操機兵「五鈷（ごこ）」。木喰の智拳と同系機で、1ターンに3回行動する。取り巻きの脇侍・改「焼塵」は爆弾の点火器となる性能も持つ。二度目の戦いで織姫と緒方の二人を救出した後は、自爆兵器「火乱（からん）」を射出し、さらには狡猾という設定のためか、火乱の追撃でダメージを与えやすい狭い路地へ誘導するように動く。必殺技は上空に打ち上げた炎を広範囲に落として攻撃する「五行相克 紅蓮火輪双（ごぎょうそうこく ぐれんかりんそう）」。

木喰（もくじき）
声 - 八奈見乗児
五行衆の一人。葵叉丹に引けを取らない天才的頭脳を持ったマッドサイエンティストで、黒鬼会で使用される魔操機兵の設計だけでなく、叉丹の開発した脇侍の解析及び強化改造や降魔を機械的に強化した「降魔兵器」の開発にも関わっていた。老齢の為か足腰が弱いらしく、浮遊式の蒸気ポッドに乗って移動する。五行衆の中では参謀格に当たる戦略家で、相手の動きを計算し罠に嵌めて戦う一方、計算に頼り切っているため、計算外の事態に陥ると弱い。ただ、その立案してきた作戦が効果的なのも事実で、帝国華撃団に阻止さえされていなければ戦略的に有利となる物が多かった。また、戦闘面でもその計算高さは発揮されており、後述の渋谷戦では機動力に秀でた自身の魔操機兵の性能を活かせる高低差の激しい地形で華撃団を迎え撃ち、大帝国劇場前戦では同じく後述のように戦地を自身の有利となるよう整えた上で大神とさくらのみの少数で戦わざるを得ない状況に追い込むなどしている。
鶯谷での戦いでは金剛と共に花組と交戦しようとしていたが、開戦前にレニの駆るアイゼンクライトの不意打ちを受けて乗機が損傷するという計算外の事態に追いやられた為に撤退。その翌日には水狐に米田を暗殺させる隙を作る為に渋谷で資材の運搬任務を実行し、出撃してきた花組と戦闘によって時間を稼いでいる。その後も帝国華撃団に支援しうる勢力である神崎家や海軍大臣の山口和豊を抹殺する為の作戦も立案しているが、実行役を務めた五行衆の敗北によって、いずれも失敗に終わっている。
太正維新軍によるクーデター発動後は維新軍と連携を取り、帝劇防御壁の展開や砲台の設置によって制圧した大帝国劇場を難攻不落の要塞にするが、新型霊子甲冑である天武を実戦投入した大神とさくらとの戦闘に敗北。「この敗北は計算外じゃー！」という断末魔を上げて戦死する。木喰の死によって、本来ならもっと早くに投入されるはずだった降魔兵器の完成が遅れる事になっている。
搭乗機は砲撃重視の魔操機兵「智拳（ちけん）」で、1ターンに3回行動が可能で頻繁に気力を充填する行動パターンが特徴。歴代のボス機体の中で唯一、必殺技が直接攻撃ではなく補助系という珍しい機体。その必殺技「五行相克 皓矢念臨演舞（ごぎょうそうこく こうしねんりんえんぶ）」の効果は補助兵器の「円空（えんくう）」に気力を充填し、必殺攻撃（周囲攻撃）ができるようにするもの。

土蜘蛛（つちぐも）
声 - 渡辺美佐
五行衆の一人。元は古代戦士の血を引く人間の女性だが、阿修羅の様に腕が六本という異形の姿から魔物として迫害された為に人間である事をやめてしまっている。この時、京極慶吾に救われており、以後は自身を迫害した人間そのものを「偽善者」と憎み、復讐するために彼の仲間になった。それゆえに、京極に対する忠誠心は最も厚い。また、女性扱いされる事を嫌い、戦いを狩りとして考えており、自身とは逆に「女」としての弱さを捨てられなかった水狐の事を「女狐」と毛嫌いしており、その死さえも嘲る態度を取っている程。
最初の戦いでは、帝国華撃団を支援する勢力である神崎財閥を滅ぼすべく神崎邸の襲撃を行うが、偶然にもすみれの見合いが行われていた事で花組が乗り込んでいた結果、交戦して失敗。二度目の赤坂での戦いでも、新型霊子甲冑の天武を投入してきた花組の前に敗北。花組によって討たれるくらいなら自分から死んだ方がマシと告げて自分から滝壺に転落しているが、死には至らなかった。
最後の決戦では、度重なる失敗の自覚もあったのか、大量の降魔兵器を率いて帝国華撃団が切り札として投入した空中戦艦ミカサを捨て身で沈めようとしたが、それでも花組に敗北。最後は自らの生い立ちを明かした後、京極が自分を迫害した世界を滅ぼしてくれると信じ、それを地獄から眺めると告げて戦死した。
搭乗機体は4本の腕が特徴的な魔操機兵「八葉（はちよう）」。特徴として、敵機の移動妨害を無視して移動できる能力を持つ（同系機の宝形や鬼王の闇神威も同様のすり抜け移動が可能）。終盤はターンごとに機体色を変え、ダメージ吸収等の特殊能力を付加して襲いかかる。必殺技は前後左右斜めの8方向に衝撃波を発射する「五行相克 九印曼荼羅（ごぎょうそうこく くいんまんだら）」。

### パリシィ怪人
『3』に登場。本作における怪人が搭乗する蒸気獣の名称は、すべてクラシック音楽のジャンルから取られている。サリュを除く怪人達は、カルマールの指揮の下、各自それぞれ引き起こした事件を通して花組と対決し、一度は打倒されるも、後にカルマールの力で全員復活し、各自共闘するなどして花組に挑むが、時に帝国華撃団からの援軍も借りた花組によって再度倒され、カルマール共々、最終的に彼らの魂は黒幕であるサリュの手によってオーク巨樹に吸収された（後にシゾーのみ別作品で再復活を果たしている）。
サリュ
声 - 高山みなみ
大神の夢の中に現れては謎の警告をしてくるピエロ。かつて滅ぼされたパリの民族、パリシィの意思を伝える者（正確にはパリシィの先祖の霊とされる）で、パリシィの信仰する神「オーク巨樹」を復活させ無念を晴らそうとする。パリシィ怪人を組織した真の黒幕。
搭乗機は「ハエ型蒸気獣オバド（オーバド・表敬奏曲、または夜明けを喚起させる歌曲や器楽曲の意味）」。ダメージ後の分身や全範囲攻撃など強力な能力を持つ。

カルマール
声 - 大平透
怪人たちの表向きの長で公爵と呼ばれるイカの怪人。倒された怪人を復活させ、大神の一撃すら一指のもとに跳ね除けるなど怪人達の中でもその能力は卓越している。さらに空中砲台オプスキュールを召喚し、巴里市街を蒸発させようとする。イカと呼ばれることは好きではないらしい。
搭乗機は「イカ型蒸気獣サンフォニー（意味は交響曲、シンフォニーに相当）」。8本の足で相手の機体を捕獲し、動きを封じる戦法を得意とする。

シゾー
声 / 演 - 高木渉
常に巨大な鋏を持ち、サングラスとシルクハットを着用したウサギの怪人。弱者を鋏で切り裂くことを趣味としており、パリシィ怪人の一番手としてウサギを操り巴里を襲っていた。しかし誘導尋問に引っかかり自分自身の弱点をばらしてしまうなど、単純な性格。ウサギと呼ばれる事を嫌っている。
搭乗機は「ウサギ型蒸気獣プレリュード（意味は前奏曲）」。強力なバネによるジャンプと、耳の部分が変形した大鋏が武器。再戦時には正面からの攻撃を無効化する能力が付加されている。
怪人の中では唯一2度目の復活に成功し、『サクラ大戦物語 〜ミステリアス巴里〜』、ドラマCD第4期「シャンゼリゼの怪人?!」にも登場。テーマソング「シゾーのテーマ」も作られ、巴里花組のライブやディナーショウ、武道館ライブにも出演している。
クロスオーバー作品である『PROJECT X ZONE』およびその続編『PROJECT X ZONE 2:BRAVE NEW WORLD』に、『サクラ大戦』第1作に登場する降魔殺女と共に敵キャラクターとして登場する。

ピトン
声 - 田中敦子
宝石盗難事件の張本人でヘビの怪人。宝石を飲み込むことを好み、時にはその持ち主ごと捕食（丸呑み）してしまうこともあり、劇中ではドニクールを同様の手口で亡き者にした。人間女性の姿になることが可能で、サーカスに潜入した際は旅芸人カルチェラ・ターンと名乗り、親の愛に飢えていたコクリコを惑わせたが、その行為が結果的に彼女の霊力を覚醒させる事となり失敗。後にロランス卿の宝石を狙ってコンコルド広場で開催していた宝石展を襲撃するが、自分が欺こうとしたコクリコにマジックで出し抜かれるという形で花組に倒される。
搭乗機は人型のボディと蛇のような両腕を持つ「ヘビ型蒸気獣ベルスーズ（フランス語で子守唄の意味）」。両腕は分離して地中に潜らせることが可能で、その腕に掴まれると数ターン毒状態となり行動回数が減る。復活後、シゾーと共同戦線で花組に挑んだ際には、援軍として来た帝国華撃団のさくら、すみれ、アイリスをも苦戦させた。

レオン
声 - 坂口芳貞
貴族連続失踪事件を起こしたライオンの怪人。片目に眼帯をしている。自分のみが真の貴族と考えており、人間の貴族を嫌って拉致監禁した。その一環でブルーメール家に潜入するため、攫った貴族の中で自分に容姿の近いリッシュ伯爵になりすましていた。自身は高貴な貴族と自負しているが、カルマールと自分以外（仲間の怪人達も含む）をすべて見下す傲慢さや、人質をとったり、不意打ちや罠や伏兵を仕掛けるといった勝つためには手段を選ばない性格に加え、自分より遥かに上回る力を持ったカルマールには忠誠を誓い、その腹心の座に座る等、その本性は強者に媚を売り弱者を甚振る、高潔さなど微塵もない卑劣漢である。バスティーユ地下の下水道での戦いでは、グリシーヌを卑怯な手段で追い詰めたが、それにより真の貴族の誇りを強く意識した彼女は心折れる事無く、その隙に駆け付けた花組の加勢によって形勢逆転され、自らの敗北を認めぬまま倒される。
搭乗機は両腕を使った格闘戦を得意とする「ライオン型蒸気獣マルシュ（意味は行進曲、マーチに相当）」。カルマールの手で復活した後は、自らの誇りに泥を塗った花組（特にグリシーヌ）への逆恨みと、そのプライドの高さから他の怪人達との共闘を拒み、単独で花組への報復戦に挑む。ノートルダム寺院前での再戦では、通常攻撃の最終段を受けた相手を遠くに吹き飛ばす能力が追加されている。
ナーデル
声 - 天野由梨
名画切り裂き事件を起こすサソリの怪人。容姿は人間の女性とほとんど変わらず、言動も気性が激しいながらもどこか抜けたようなある種の人間臭さを感じさせるもの。大きく開いた胸元にはサソリのタトゥーがある。歪んだ美的感覚を持ち、美術館に展示された絵画を引き裂いていた。自らの主観だけで犯罪でも何でも行い、高額なものを狙う。ルーブル美術館での戦闘ではロベリアの挑発に乗り花組に倒される。復活後もカルマールや、共闘相手のマスク・ド・コルボーから陰口を叩かれたり、捨て駒にされるなど怪人達の間でも存在を重要視されていない。
搭乗機は電撃攻撃を得意とする「サソリ型蒸気獣ノクテュルヌ（意味は夜想曲、ノクターンに相当）」。必殺攻撃を受けると機体が麻痺し、1ターン行動不能になる。また、専用護衛機「ルージュ」との連携攻撃を使用することがある。

マスク・ド・コルボー
声 - 三ツ矢雄二
幻術で人間を操り惑わすカラスの怪人。舞台役者のように詩的・演劇的な言動を取り、美しい者や悲劇を愛する。人の心理に付け入ることを得意とし、婚約者を失った悲しみを忘れられない花火を自身の理想とする心の持ち主「我が君」と目をつけ、幻術で花火の婚約者だったフィリップになりすまし、幸せだった頃の思い出に閉じこもらせた上で拉致した。オペラ・ガルニエでの戦いでは幻術を用いて花組の同士討ちを図ったが、過去を乗り越え霊力を開放した花火の参戦で敗れる。シャノワール前での再戦では光武F2を扱いきれないエリカに付け入り、他の各機を倒した上でエリカを絶望させ、なす術もなくシャノワールを破壊される悲劇を演出しようとした。しかし今度はエリカの真の霊力を覚醒させることになり、暗闇を呼び寄せて抵抗するがエリカの力で回復した花組に倒された。
搭乗機は飛行ユニットを搭載し、上空からの攻撃を得意とする「カラス型蒸気獣セレナード（※小夜曲の意味。セレナーデに相当）」。飛行時には大神、グリシーヌ、ロベリアの近接攻撃型の機体からは攻撃できず、遠距離攻撃型のエリカ、コクリコ、花火の攻撃のみが有効。ただし飛行ユニットを破壊すると地上に降り、近接型機体でも攻撃可能となるほか必殺攻撃も使用できなくなる。

### ダグラス・スチュワート社
『活動写真』に登場。アメリカでも巨大な規模と資本を誇る大企業で、アジアを勢力下に置く事を狙って日本の銀座に支社を置き、社長としてブレント・ファーロングを派遣している。降魔を装甲等で偽装して兵器として転用した非道な生体兵器「ヤフキエル」を帝国陸軍へと売り込む事を目論み、賢人機関の田沼と癒着してその政治力を利用する形で障害と見なした帝国華撃団の実質的な解散を狙っていたが、失敗。日本支社の責任者であったブレントが半ば暴走した上で死亡した事もあって、売り込みの計画も頓挫する形で終わったが、その後も本社は存続し続けており、ヤフキエルの開発計画も続いている。
ブレント・ファーロング
声 - 山寺宏一
ダグラス・スチュワート社社長。表向きはアメリカの復興に尽力し、慈善事業にも積極的な人格者とされているが、実際は目的の為に手段を選ばない合理主義者である上に、アメリカ人である自らこそが世界の王になるべきと考えている傲慢なまでの野心家。
賢人機関の都市防衛計画である帝国華撃団を始めとする華撃団システムについて兼ねてより察知しており、帝国華撃団のテストケースとなる欧州星組の隊長であったラチェット・アルタイルを取り込んで、彼女から帝国歌劇団に関連する機密情報を入手している。やがて華撃団システムを応用した世界規模の都市防衛計画を考案するも、帝国華撃団の存在自体が自らの障害になると判断した結果、賢人機関の田沼と癒着関係を結び、更には彼の政治力を利用して帝国華撃団にラチェットを送り込み、わざと失態を繰り返させる事で、帝国華撃団を解散させるべく暗躍させていた。そのラチェットには、帝国華撃団を解散させた暁に、自社の兵器を売り込む対象である帝国陸軍に出向させ、新設される「ヤフキエル部隊」の指揮官に任命させると取引を行っていたが、実際は最初から使い捨ての駒にする算段であった。
ダグラス社の日本支社社長に就任する形で自らも日本に乗り込み、自社で培養した降魔と、その降魔に偽装と武装を施して開発した「無人霊子甲冑」と偽った生体兵器・ヤフキエルを用いた自作自演のマッチポンプを行った上で、田沼の政治力を利用して帝国陸軍にヤフキエルを売り込み、更には帝国華撃団の司令官である米田と最大の支援者であった花小路を拉致する事で、帝国華撃団の活動を凍結状態にし、花組のメンバーを花やしき支部へ実質的な左遷へと追い込む。
しかし、花組、月組、薔薇組によって反撃された事で、降魔の大部隊を展開。ヤフキエルやパトリックに洗脳された織姫もけしかけるが、帝国華撃団への攻撃に気を取られ過ぎた結果、月組の日本支社への突入と、帝国海軍の力を借りた薔薇組による降魔の培養装置の破壊を許してしまう。その場をヤフキエルで逃走し、それを中心に降魔達と融合し醜悪な怪物へと変貌。帝国華撃団や切り捨てたラチェットを追い詰めるも、巴里から帰国してきた大神一郎の駆る光武F2の出現によって形勢が逆転。最後は降魔の制御不能に陥った所で、さくらの駆る光武・改の一撃を受け、死亡した。

### 帝都の闇
『4』に登場。ブレント・ファーロングによって引き起こされたヤフキエル事件後、金色の蒸気によって帝都中の蒸気機械を暴走させる事件を起こし、更には蒸鬼や大型の魔装機兵といった強大な戦力を使って帝都の破壊を目論む。
大久保 長安（おおくぼ ながやす）
声 - 広井王子
長い時を経て銀座に封印されていた怨霊。能楽師の装束を纏い、左目の部分が欠けた能面を被った姿で出現。天才とまで言われた金春流の能楽師かつ呪術師でもあり反魂の術を使える強大な力の持ち主。
かつて幕臣として鉱山開発を行い江戸幕府を繁栄させたが、天海に謹言された幕府に裏切られる形で殺され、その際に民からも見放されている。その後、太正時代となって怨念として復活。金色の蒸気で蒸気機械を暴走させ、街を混乱させた。
自身が操る大型魔操機兵の数々には、能面を被っている自身と同様に、能面が付いている。

### パトリックと黙示録の三騎士
『V EPISODE 0』に登場。パトリックは『活動写真』にて先駆けて登場している。本編より60年前となる南北戦争で活躍し、黙示録の三騎士はその時に死亡した所をパトリックによって再誕の術で蘇らされ、付き従っている。エデンの力を用いてアメリカをあるべき姿に戻す事を望んでおり、不老の肉体を持つフワニータを、「奇跡の娘」として狙い、暗躍する。
三騎士は皆、パトリックの魔術で戦闘形態に変化することができる。
パトリック・ハミルトン
声 - 難波圭一
ブレントに付き従い、二体の人形を連れている不気味な仮面を付けた謎の魔術師。銃弾を幾ら受けても平然としていられる異形な肉体に、降魔やヤフキエルを制御する能力を持っているが、その目的や行動には謎が多い。
ブレントの命令で米田と花小路の二人を拉致し、帝国陸軍へ出向しヤフキエル部隊の指揮官を務めていた織姫も人形を使って洗脳。更にはヤフキエルの正体を掴むべくダグラス・スチュワート社の工場に潜入したマリア・タチバナも大いに苦しめたが、逃走を許す事になる。
最終的にはブレントが死亡した事で逃走を図ろうとした所、月組に救出されて生存していたマリアによって霊力を籠めた弾丸を受けて倒される。
V EPISODE 0
かつては南北戦争で活躍していた魔術師で、南北戦争で死亡した三騎士を再誕の術で蘇らせ従えていた。『活動写真』での死後、三騎士に遺体を回収され、密かに遺体を本国に送られて復活を果たす事になり、自らの本来の目的である南北戦争での復讐と、エデンの力によってアメリカを自らの望む姿にする野望を実現させるべく、不老の身体を持つフワニータを「奇跡の娘」と呼んで狙い、彼女を守ろうとするジェミニと対決する。
フワニータを捕らえて、自らがエデンの「受肉」を受けてアダムになろうとするが、フワニータを守ろうとしたブレットによって彼がアダムになってしまい、最終的には自らを戦闘形態である「ザ・キングダム」へと変貌。ジェミニに立ちはだかるが敗北し、エデンに新世界を求めながら死亡した。

レオニダス・ヴァンドーン
声 - 廣田行生
黒騎士。南軍の将兵で「巨岩のレオニダス」と呼ばれる大男。南北戦争の時は最も味方に被害を出さない旅団長として活躍した。
戦闘形態はザ・エグザイル。

シンクレア・ガードナー
声 - 幸田夏穂
赤騎士。南北戦争時には「カラミティ・シンクレア」といわれた将兵。彼女の機体を見た者は全身から血を流すという。ブレッドの第7騎兵隊の他、数々の騎兵隊を壊滅させた。ブレッドによって顔に傷を受けた以降はブレッドを憎んでいたが、死の間際にブレッドに何らかのシンパシーを感じたのか、彼女を殺さないでくれというブレッドに抱かれながら自決した。
戦闘形態はザ・ブラッドサッカー。

チェサナ・サイクルズ
声 - 津村まこと
白騎士。元々北軍の将兵であったが、裏切り南軍に転向する。奇襲や夜間戦闘を得意とした。少年の姿をしているが、騎兵隊の生き残りのフリをしてジェミニに騙し、騎兵隊の補給所の場所を見つけ出して全滅させようとする等、三騎士の中では最も残虐な性格をしている。
戦闘形態のザ･ハイランダーが飛行できるのは、空から敵を一方的に痛めつけられるようにと彼が望んだためである。

### 安土城
『V』に登場。
織田 信長（おだ のぶなが）
声 - 小杉十郎太
第六天魔王。モデルは、戦国時代に活躍し、本能寺の変で死亡した織田信長。その昔、日本において五輪の戦士達に封印されたが、蘭丸により現世の紐育に甦り、第六天を呼び寄せる。
ボス戦は2回あり、最初は禍々しい仏像にも似た悪念将機「TENKAFUBU（天下布武）」に乗って勝負を挑み、これが倒されると第六天にエリアが移り醜悪な姿の「第六天魔王信長」へと変身し最終決戦を挑んでくる。

蘭丸（らんまる）
声 - 浅井清己
ウサギの耳に黒いドレスを着た信長の家臣。モデルは信長に仕え、本能寺の変で死んだとされる森蘭丸。
見た目は少女・少年の様だが、相手をいたぶって楽しむ等かなり残酷な性格。しかし信長には忠誠を誓っており信長の為なら、死をも厭わない。信長を紐育の地に復活させようと暗躍する。ミフネを殺した張本人でもあり、彼の弟子であるジェミニにとっては師の仇でもある。
使用する悪念将機は大鎌と全身に火器を搭載した「GARAN（伽藍）」。3回戦うことになり1回目は頭部、2回目は足と弱点の位置が変わる。最後に戦う3回目は安土城の固定砲台として登場するがこの戦闘のみ固定ワイヤーを全て切ると言う特殊な勝利条件となっている。

黒龍姫（こくりゅうひめ）
声 - 朴璐美
黒甲冑に身を包んだ金髪で大柄な女性。法による秩序を好むが、その法の骨子は「自身の意にそぐわない者の排除」である。使用する悪念将機は剣と盾を持った龍の様なフォルムの「KUSAKAGE（草陰）」。弱点は胸のコア。

髑髏坊（どくろぼう）
声 - 江川大輔
髑髏のような面を付けた大柄な男性。自身が知将であるかのように振舞っているが、実際は非常に頭が悪く、滑稽な行動を取る。その反面、力は圧倒的。戦闘時には体長が4倍に巨大化する。
他の仲間が悪念将機に乗りこむのに対し、髑髏坊の悪念将機「IWTOOSHI（岩融）」は、自身が砲台を被っただけという簡素なものである。最終的には金棒を片手に生身（名前も「DOKURO-BOU（髑髏坊）」に変更）で勝負を挑んでくる。また、金棒での攻撃を受けたユニットは戦闘エリア外まで吹き飛ばされ、数ターンの間吹き飛ばされたユニットは使用できなくなる。
夢殿
声 - 雨蘭咲木子
剣をぶら下げた笠を被り、高貴な言葉を使う女性。蟲を操る。また、それを使って野鳥を操った。功名心が非常に高い。
使用する悪念将機は門と虫が交じり合ったような女性型機「UKIGUMO（浮雲）」。胸の門の中にあるコアが弱点だが、位置がランダムに変わり、また雑魚機の召喚なども行う。

東日流火
声 - 鉄野正豊
眼を帯の様な物で覆っている東洋人の男。女嫌い。人間の霊力を吸い取り、石化させてしまう能力や、その名の通り紫色の炎を操る能力を持つ。
使用する悪念将機は両手部が斧と火炎放射器になっている「ENTEN（炎天）」。弱点は頭部だが、吸い取った人間の霊力で耐久値を回復させてくるため腰の霊力タンクを最初に壊すことになる。

### 降魔（新）
『新サクラ大戦#降魔』を参照。

### 帝国政府（革命）
『サクラ革命_〜華咲く乙女たち〜#帝国政府』を参照。